# Polystichum caducum
Polystichum caducum là một loài thực vật có mạch trong họ Dryopteridaceae. Loài này được (T. Moore) Diels miêu tả khoa học đầu tiên năm 1899.